# 2019 van Albada
2019 van Albada eller 1935 SX1 är en asteroid i huvudbältet som upptäcktes den 28 september 1935 av den holländske astronomen Hendrik van Gent i Johannesburg. Den har fått sitt namn efter den nederländske astronomen Gale Bruno van Albada.
Asteroiden har en diameter på ungefär 7 kilometer och den tillhör asteroidgruppen Flora.